# Флаг Шоршелского сельского поселения
Флаг Шо́ршелского сельского поселения — официальный символ муниципального образования Шоршелское сельское поселение Мариинско-Посадского района Чувашской Республики Российской Федерации.
Флаг утверждён 24 ноября 2006 года и внесён в Государственный геральдический регистр Российской Федерации с присвоением регистрационного номера 2823.
Флаг составлен на основании герба Шоршёлского сельского поселения Мариинско-Посадского района, по правилам и соответствующим традициям вексиллологии, и отражает исторические, культурные, социально-экономические, национальные и иные традиции местных жителей.

## Описание
«Голубое полотнище с соотношением ширины к длине 2:3, несущее изображения фигур из герба поселения».
Геральдическое описание герба гласит: «В лазоревом поле пониженный тонкий волнистый золотой пояс, продетый в ушко серебряной фигуры, образованной из двух ключей с единым ушком, причём ключи расходятся от общего ушка вверх наискось, и сопровождённый вверху серебряным соколом, держащим в лапах золотой прямой равносторонний вырубной крест».

## Обоснование символики
Главной фигурой флага является серебряный сокол в голубом поле. Голубой (синий) цвет в сочетании с серебром означает победу. Изображение сокола, в лапах которого сияет золотая звезда, здесь не случайна, ведь «Сокол» — это позывной А. Г. Николаева — третьего космонавта СССР. Два серебряных ключа с единым ушком символизируют родники, светлые ключи родной земли (Шоршелы в переводе с чувашского — светлые ключи), а волнистая золотая полоска, пронизывающая ушко — это река Цивиль, на которой стоит родное село космонавта.
Серебро — символ благородства, чистоты, справедливости, великодушия.
Голубое полотнище — символ красоты, чести, славы, любви к родине, чистого неба.
Золото олицетворяет солнце — источник жизни и богатства, как материального, так и духовного.
Таким образом, флаг Шоршелского сельского поселения Мариинско-Посадского района Чувашской Республики символизирует поистине звёздную высоту, на которую поднял честь и достоинство чувашского народа один из первых пионеров космоса А. Николаев.
«В трудный час не дрогнет сокол, продолжая свой полет. Высоко летит, высоко, — гордый сокол, — мой народ».